# Tápszentmiklós
Tápszentmiklós é um município da Hungria, situado no condado de Győr-Moson-Sopron. Tem 20,75 km² de área e sua população em 2015 foi estimada em 961 habitantes.